# 細蟬
細蟬（学名：Leptosemia sakaii）为蟬科細蟬屬下的一个种。